# Феррат калия
Феррат калия — неорганическое соединение, соль щелочного металла калия и несуществующей железной кислоты с формулой K2FeO4, красно-фиолетовые кристаллы, растворимые в холодной подщелоченной воде.

## Получение
- Растворение порошкообразного железа в расплаве нитрата калия и едкого калия:

{\displaystyle {\mathsf {Fe+3KNO_{3}+2KOH\ {\xrightarrow {400-420^{o}C}}\ K_{2}FeO_{4}+3KNO_{2}+H_{2}O}}}
- Электролиз концентрированного раствора едкого калия с железным анодом:

{\displaystyle {\mathsf {Fe+2KOH+2H_{2}O\ {\xrightarrow {e^{-}}}\ K_{2}FeO_{4}+3H_{2}\uparrow }}}
- Окисление галогенами суспензии оксида железа(III) в щелочном растворе:

{\displaystyle {\mathsf {Fe_{2}O_{3}+3Cl_{2}+10KOH\ {\xrightarrow {45-55^{o}C}}\ 2K_{2}FeO_{4}+6KCl+5H_{2}O}}}
- Окисление гипохлоритом калия суспензии гидроксида железа(III) в сильнощелочной среде:

{\displaystyle {\mathsf {2Fe(OH)_{3}+4KOH+3KOCl\ {\xrightarrow {\ }}2K_{2}FeO_{4}+3KCl+5H_{2}O}}}
- Взаимодействие оксида железа(III) с нитратом и гидроксидом калия:

{\textstyle {\mathsf {Fe_{2}O_{3}+3KNO_{3}+4KOH\rightarrow 2K_{2}FeO_{4}+3KNO_{2}+2H_{2}O}}}

## Физические свойства
Феррат калия образует красно-фиолетовые кристаллы, растворимые в холодной подщелоченной воде.

## Химические свойства
- Разлагается при нагревании:

{\displaystyle {\mathsf {2K_{2}FeO_{4}\ {\xrightarrow {500-700^{o}C}}\ K_{3}FeO_{4}+KFeO_{2}+O_{2}}}}
- Реагирует с горячей водой:

{\displaystyle {\mathsf {4K_{2}FeO_{4}+6H_{2}O\ {\xrightarrow {100^{o}C}}\ 4FeO(OH)\downarrow +8KOH+3O_{2}\uparrow }}}
- Реагирует с разбавленными кислотами:

{\displaystyle {\mathsf {4K_{2}FeO_{4}+10H_{2}SO_{4}\ {\xrightarrow {}}\ 2Fe_{2}(SO_{4})_{3}+4K_{2}SO_{4}+3O_{2}\uparrow +10H_{2}O}}}
- Разлагается при сплавлении с щелочами:

{\displaystyle {\mathsf {4K_{2}FeO_{4}+4KOH\ {\xrightarrow {400-450^{o}C}}\ 4K_{3}FeO_{4}+O_{2}\uparrow +2H_{2}O}}}
- Как и другие ферраты, является сильным окислителем:

{\displaystyle {\mathsf {4K_{2}FeO_{4}+3Cr(OH)_{2}\ {\xrightarrow {100^{o}C}}\ 4FeO(OH)\downarrow +3K_{2}CrO_{4}+2KOH}}}
{\displaystyle {\mathsf {2K_{2}FeO_{4}+16HI\longrightarrow 2FeI_{2}+4I_{2}\downarrow +8H_{2}O+4KI}}}
{\displaystyle {\mathsf {2K_{2}FeO_{4}+16HBr\longrightarrow 2FeBr_{3}+3Br_{2}+8H_{2}O+4KBr}}}
{\displaystyle {\mathsf {2K_{2}FeO_{4}+16HCl\ \xrightarrow {\ } 2FeCl_{3}+3Cl_{2}\uparrow +8H_{2}O+4KCl}}}
- Вступает в обменные реакции (феррат бария - осадок красно-коричневого цвета):

{\displaystyle {\mathsf {K_{2}FeO_{4}+BaCl_{2}+H_{2}O\ {\xrightarrow {}}\ BaFeO_{4}\cdot H_{2}O\downarrow +2KCl}}}
- Окисляет гидрат аммиака до азота:

{\displaystyle {\mathsf {2K_{2}FeO_{4}+2NH_{3}\cdot H_{2}O\ {\xrightarrow {}}\ N_{2}\uparrow +2H_{2}O\ +2FeO(OH)\downarrow +4KOH}}}